# Рогалёв, Игорь Ефимович
Игорь Ефимович Рогалёв (род. 6 сентября 1948 г. Ленинград) — российский композитор, профессор кафедры теории музыки Санкт-Петербургской консерватории им. Н. А. Римского-Корсакова, заслуженный деятель искусств Российской Федерации, кандидат искусствоведения, член Союза композиторов Санкт-Петербурга, автор более 300 произведений.

## Биография
И. Е. Рогалёв окончил Ленинградскую консерваторию в 1972 году по классу композиции профессора Б. Арапова, по классу фортепиано профессора Н. Позняковской, по окончании Консерватории, уехал по распределению в Вологду, где продолжил собирательство фольклора, начатое ещё в музыкальном училище. С 1973 года преподаватель Ленинградской консерватории, в 1975 году окончил аспирантуру по специальности «композиция» (класс Б. Арапова).
С 1990 года — доцент, с 2000 года — профессор кафедры теории музыки Санкт-Петербургской консерватории им. Н. А. Римского-Корсакова, кандидат искусствоведения.
Автор музыки более чем к 250 драматическим спектаклям и 16 анимационным фильмам.
В 2018 создал Гимн «Пограничникам всех поколений» на слова Владимира Леонова к 100-летию Пограничной службы ФСБ России.
Семья:
Дочь - Анастасия Игоревна Рогалева в 2002 году с отличием окончила Санкт-Петербургскую консерваторию по классу фортепиано у профессора Серегиной Н.Н., а затем аспирантуру  у профессора, заслуженной артистки России Гаудасинской Е.С.  Преподает на кафедре концертмейстерского мастерства с 2007 года.
- Победитель Международного конкурса-фестиваля «Виртуозы 2000» года (Россия, Санкт-Петербург), 1994;
- Первая премия Международного конкурса «Konzerteum International Piano Competition», категория фортепианный ансамбль (Афины, Греция), 2002;
- Победитель Международного конкурса «London International Music Competition» (Великобритания, Лондон), 2005;
- Лучший концертмейстер VIII Международного конкурса молодых оперных певцов им. Н.А. Римского-Корсакова, (Санкт-Петербург, Россия), 2008;
- Лучший концертмейстер VI Международного конкурса оперных певцов “Санкт-Петербург” (Россия, Санкт-Петербург), 2013;
- Победитель (I премия) Всероссийского конкурса фортепианных дуэтов имени  А.Г. Бахчиева. (Россия, Вологда ), 2015;
- ГРАН-ПРИ XX Международного конкурса фортепианных дуэтов (Токио, Япония), 2016.
В составе фортепианного «ПетРо Дуэта» Анастасия Рогалева &  Дмитрий Петров, выступает на ведущих площадках России и за рубежом, в том числе в Санкт-Петербургской Академической  филармонии им. Д.Д.Шостаковича,  Мариинском театре, Шереметевском дворце (Санкт-Петербург, Россия), Новосибирской государственной филармонии (Новосибирск, Россия), Вологодской филармонии (Вологда, Россия), Izumi Hall (Osaka, Япония), Steinway Hall (Нью-Йорк, США), Сoncert hall Kulangsu (Кулангсу, Китай), Eesti Muusika- ja Teatriakadeemia (Таллин, Эстония), AMUZ (Антверпен, Бельгия).
Внук - Игорь Петров 19 лет – студент Санкт-Петербургской государственной консерватории им. Н.А. Римского-Корсакова (класс Заслуженного артиста РФ, профессора Александра Сандлера).
Обладатель премий всероссийских и международных конкурсов, в том числе:
2-я премия Общероссийского конкурса "Молодые дарования России" (Россия, 2022)
3-я премия VI международного конкурса “Premio Giovanni Colafemmina” (Италия, 2022)
3 -я премия XIII международного конкурса им. Ф. Шопена (Эстония, 2020),
Лауреат Премии Правительства Санкт-Петербурга «Юные дарования» (Россия, 2017)
Гран-При и два специальных приза X Всероссийского открытого конкурса «За роялем вдвоем» (Россия, 2016),
1-я премия международного конкурса пианистов им. С.И. Савшинского (Россия, 2014)
С 2022 года Игорь Петров — обладатель именного гранта Президента Российской федерации за высокие достижения в сфере культуры и искусства.
Внучка - Арина Петрова 13 лет - ученица Средней специальной музыкальной школы Санкт-Петербургской государственной консерватории имени Н.А. Римского-Корсакова. Класс преподавателя Зои Леонидовны Сапитон.
Обладатель премий всероссийских и международных конкурсов, в том числе:
Первая премия VI международного конкурса “Premio Giovanni Colafemmina” (Италия, 2022),
2-я премия VII международного конкурса им. Ф. Шопена (Россия, 2021),
2 -я премия III Международного конкурса пианистов имени В.В. Нильсена (Россия, 2024)

## Творческая и педагогическая деятельность
И. Е. Рогалёв является Президентом Правления Фонда «Музыка и современность», генеральным директором и художественным руководителем Международного Фестиваля «От Авангарда до наших дней», художественным руководителем международного Фестиваля искусств «Мир Искусства».
С 1992 года — художественный руководитель Ежегодного международного фестиваля искусств «От Авангарда до наших дней»
С 1994 года Председатель, член оргкомитета Международного конкурса молодых оперных певцов им. Н. А. Римского-Корсакова
В 1998 году — член оргкомитета торжеств и юбилейных мероприятий посвященных 125-летию Ф. И. Шаляпина.
В 1999 году — художественный руководитель Первого международного Конкурс молодых оперных певцов Е. Образцовой.
В 2000 году — член оргкомитета «Дни Санкт-Петербурга в Хельсинки»
Постоянный участник Президентской программы, проводит занятия по программе «Искусство» в Образовательном центре для одаренных детей «Сириус»
Автор просветительских проектов «Музыкальные семестры в Политехническом», цикл детских концертов «Музыкальные чудеса», цикл «Ожившие партитуры», цикл «В гостях у композитора».
Ежегодно проводит мастер-классы в России и за рубежом (Финляндия, Германия, Чили и др.)
Проводит, совместно с Санкт-Петербургским молодёжным симфоническим оркестром Creato, занятия по дисциплине "Творческие семестры" в Санкт-Петербургском Политехническом Университете.

## Награды и премии
В 1980 году — лауреат премии Ленинского комсомола;
В 1987 году — лауреат премии Союза композиторов России
В 1999 году Указом Президента РФ Б. Н. Ельцина за заслуги в области искусства присвоено почетное звание «Заслуженный деятель искусств Российской Федерации»,
В 2000 году — в составе творческого коллектива стал лауреатом Российской национальной театральной премии и фестиваля «Золотая маска» за спектакль «Золушка».
В 2016 году Лауреат Премии Правительства Санкт-Петербурга за заслуги в сфере науки и профессионального образования.

## Основные сочинения
Сочинения И. Е. Рогалёва изданы в России, США и Германии и записаны в России, Бельгии, Германии, Италии, США и Японии
- Триптих для альта и симфонического оркестра «Et ressurectit…» Мировая премьера в рамках Международного Форума глав Европейских государств «Диалог культур» (2008 год, Дрезден)
- Симфония «Обращение» по заказу Правительства Санкт-Петербурга в дар Правительству Финляндии, посвящена воссоединению Финляндии и России (2010 год, Хельсинки)
- Кантата «Четыре лика любви», ст. Г. Мистраль, А. Ахматовой, Б. Корнилова по заказу Правительства Санкт-Петербурга в дар Правительству Чили (2012 год, Сантьяго)
- Концерт для двух фортепиано и симфонического оркестра
- Концерт для мандолины с оркестром «Доменико Скарлатти»
- Концертштюк для камерного оркестра «Если бы Шуберт читал газету „Правда“»
- Поэма для струнного оркестра «Журавлиная родина»
- Кантата для женского хора и струнного оркестра «Прощай»
- «Упражнения во времени № 4». «Хармсово поле» для двух фортепиано, камерного хора, фольклорного ансамбля и камерного оркестра

- «Исход»
- «Дамская война»
- «Жалобная книга»
- Музыкальная драма «Маскарад»
- Оперетта «Дамы и гусары»
- «Финист-Ясный сокол» обрядовая драма (возобновление 2014 г. — премьера в Большом театре, Москва)

- Балет «Питер Пэн»
- Балет марионеток «Летний сад»

- Концерт-кантата на народные тексты
- Хоровая симфония «Anno Domini»
- Хоровой цикл «Колыбельки»

- Соната для фортепиано N 2
- Концерт для домры и фортепиано «В городе N»
- Соната для баяна «Факт и комментарий»
- Соната для виолончели и фортепиано «Прощай»
- Два фортепианных квинтета
- Соната для альта соло
- Концерт для органа N 1
- Концерт для органа N 2 «Мартиролог Тбилиси 1989»
- Тетрадь маршей и танцев памяти В. Гаврилина для двух фортепиано[24]
- Фантазия для 2-х фортепиано «Время Бизе» (Посвящение А. Бахчиеву)
- «Упражнения во времени № 1». Con amore для виолончели и фортепиано

- «Звонкие песни» для сопрано, ф-но и нар. инстр., ст. В. Тушновой, Н. Матвеевой
- «Ожидание» для сопрано и ф-но, ст. Б. Корнилова
- «Подорожник» для сопрано и ф-но, ст. А. Ахматовой
- «Благовест любви» монодрама для сопрано и фортепиано, ст. М. Цветаевой
- «Не ветром ветреным до осени…» для меццо-сопрано, фольклорного хора, 2-х ф-но и ударных
- Песни под номерами. Два сонета Шекспира для сопрано и фортепианного трио
- Музыка к мультфильмам и драматическим спектаклям

## Основные публикации
- Вторая Симфония Шостаковича: «Musikalische opfer» эпохи социализма / «Санкт-Петербургская консерватория в мировом музыкальном пространстве: композиторские, исполнительские, научные школы». Сборник статей по материалам международного симпозиума, посвященного 150-летию консерватории. Ред.-сост.: Н. И. Дегтярева (отв. ред.), Н. А. Брагинская — СПб. 2014; ISBN 978-5-7422-4380-2
- «О моем педагоге» / «Наталия Позняковская. Воспоминания. Статьи». / Ред.-сост. В. Д. Биберган, А. Н. Шадрин — СПб.: Композитор, 2014; ISBN 978-5-7379-0776-1
- «Обыденный человек» Валерия Гаврилина / Валерию Гаврилину посвящается. / Сборник статей по материалам Всероссийской научной конференции. Ред.-сост. И. В. Воробьев. — СПб.: Композитор, 2014. ISBN 978-5-7379-0798-3